# Julia Emma Villatoro Tario

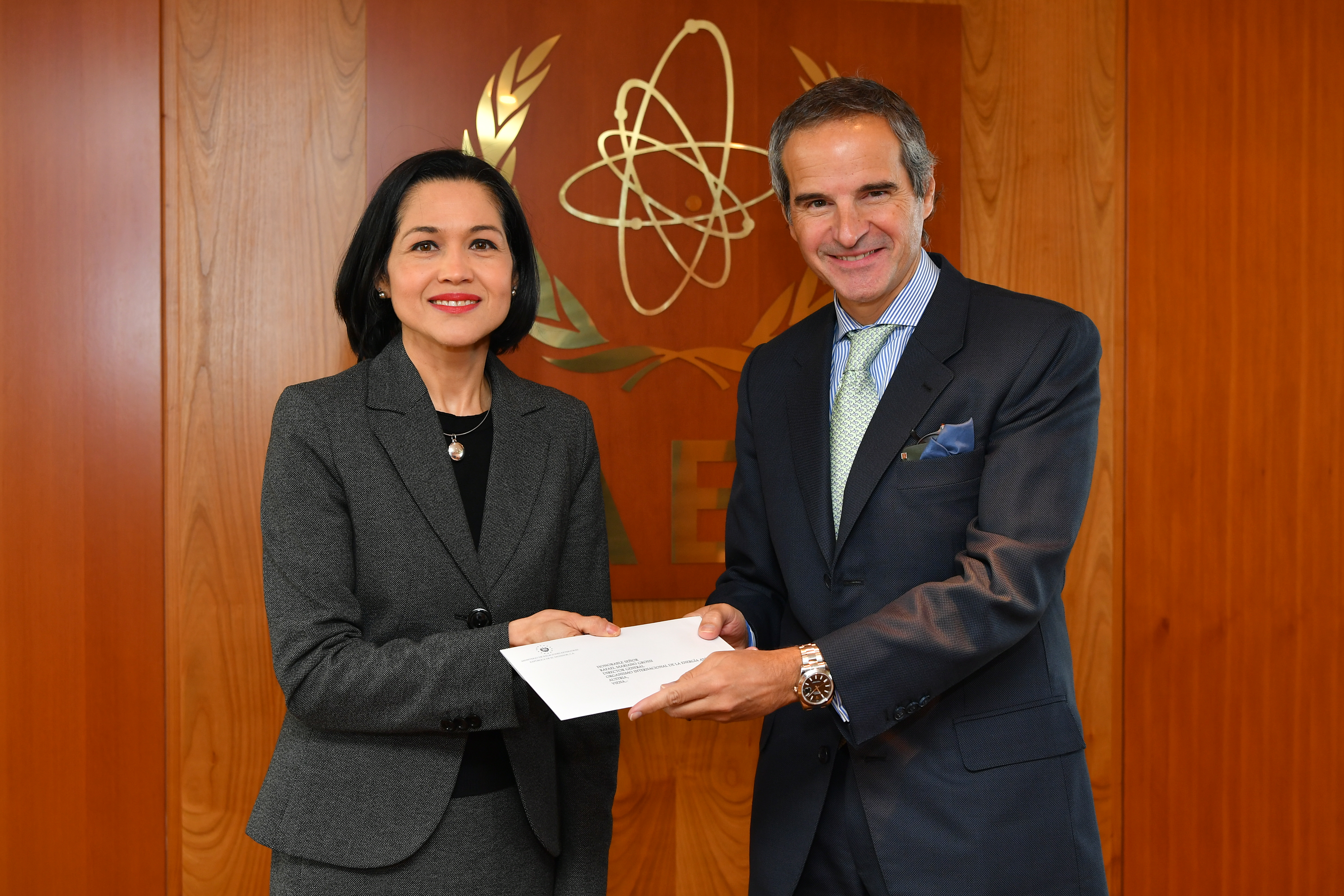
Julia Emma Villatoro Tario

Julia Emma Villatoro Tario (nascida em 1972) é uma diplomata de El Salvador que foi Embaixadora de El Salvador no Reino da Bélgica, Chefe de Missão na União Europeia e no Grão-Ducado do Luxemburgo no início de 2017. Ela foi nomeada Chargée d'Affaires a. i. em junho de 2016. Em 2020, ela apresentou as suas credenciais ao presidente federal austríaco, Alexander Van der Bellen. Ela também foi a Representante Permanente de El Salvador junto às Nações Unidas em Viena.

## Vida
Tario nasceu em 1972 em San Salvador.
Ela foi autorizada pelo Supremo Tribunal Federal de El Salvador a servir como advogada após formar-se na Universidade Centro-Americana José Simeón Cañas. Mais tarde ela ingressou no serviço diplomático do seu país.
Ela foi nomeada embaixadora do seu país na União Europeia em janeiro de 2017. Ela ficou baseada na embaixada em Bruxelas.
Em 13 de janeiro de 2020, ela apresentou as suas credenciais ao presidente federal austríaco, Alexander Van der Bellen. Ela também é a Representante Permanente de El Salvador nas Nações Unidas em Viena.

## Vida privada
Em 2020, Tario divorciou-se; ela tem dois filhos.